# Szedres, Tolna
Szedres  este un sat în districtul Szekszárd, județul Tolna, Ungaria, având o populație de 2.312 locuitori (2011). 

## Demografie
Componența etnică a satului Szedres
     Maghiari (88,18%)
     Romi (11,21%)
     Alții (0,6%)
Componența confesională a satului Szedres
     Romano-catolici (42,56%)
     Fără religie (17,99%)
     Reformați (13,97%)
     Luterani (1,08%)
     Necunoscută (23,79%)
     Alte religii (1,95%)
Conform recensământului din 2011, satul Szedres avea 2.312 locuitori. Din punct de vedere etnic, majoritatea locuitorilor (88,18%) erau maghiari, cu o minoritate de romi (11,21%). Nu există o religie majoritară, locuitorii fiind romano-catolici (42,56%), persoane fără religie (17,99%), reformați (13,97%) și luterani (1,08%). Pentru 23,79% din locuitori nu este cunoscută apartenența confesională.